# Sinosturio mikadoi

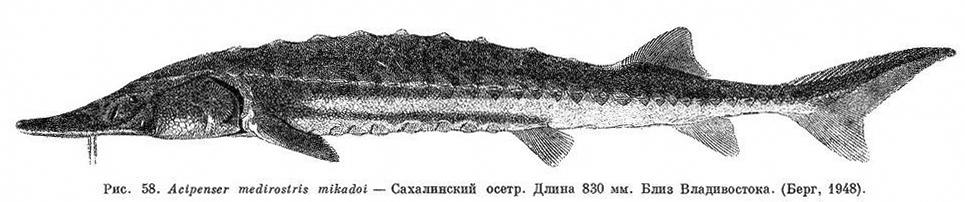
Ilustración

El esturión de Sajalín (Sinosturio mikadoi), es una especie de pez acipenseriforme de la familia Acipenseridae. Es una especie anádroma endémica demersal que vive en las aguas dulces y salobres de Japón y Rusia, donde migra para desovar hacia al río río Tumnin y históricamente también al río Viakhtu. Se considera una especie inofensiva para los humanos.
Antiguamente se consideraba una subespecie de esturión verde (Sinosturio medirostris), luego se clasificó como una especie separado del género Acipenser pero dicha clasificación era parafilética, así que se reclasificó como una especie del género Sinosturio. Su periodo de desove es entre mayo y junio donde ponen sus huevos bajo el sustrato de zonas arenosas.

## Características
La cabeza es grande, con un hocico deprimido, de 2,0 a 2,5 veces la longitud de la cabeza. Presenta espiráculo. Hocico y pedúnculo caudal subcónicos. Membranas branquiales unidas al istmo. Boca transversal, con una abertura en el labio inferior. Barbillas escasamente fimbriadas, apreciablemente más cerca de la boca que de la punta del hocico.
Posee entre 33 a 44 radios blandos dorsales, entre 22 a 30 radios blandos anales, entre 7 a 11 escudos corporales en 5 filas, entre 22 a 36 escudos laterales, 10 escudos ventrales y entre 18 a 21 branquiespinas además de no poseer espinas dorsales ni anales. Presenta una forma alargada en su cuerpo y su sección transversal es angular. Pueden medir hasta 1,50 m.
Los escudos dorsales y laterales son de color marrón canela amarillento; más claros, con un tinte rosado, en las filas ventrales. De color marrón canela grisáceo con un intenso verde oliva en la superficie dorsal de la cabeza y el cuerpo. Presenta una estrecha franja longitudinal amarillenta en los costados, entre la pectoral y las pectorales. La superficie inferior de la cabeza y el cuerpo es de color blanco grisáceo con un matiz amarillo.
Se sabe que las secciones aguas abajo de algunos ríos y estuarios se utilizan como zonas de crianza, probablemente se alimentaban bentónicamente donde los adultos se alimentan en el mar, pero durante el desove se alimentan en el agua dulce.

## Amenazas y conservación
La pesca furtiva durante la migración de desove afectó la viabilidad de esta especie en el río Tumnin hasta principios de la década del 2000. También la captura incidental es una probable amenaza para esta especie en su hábitat marino, debido a la intensa pesca de arrastre en alta mar. La contaminación marina en la zona del puerto de Vanino junto con la actividad minera aguas arriba del río Tumnin y la reconstrucción de una vía férrea que discurre a lo largo del río Tumnin podrían representar graves amenazas para esta especie. También se sospecha que algunos parásitos de peces afectan a los alevines de esta especie.
La especie figura en el Apéndice II de la CMS como también a las CITES II desde 1998, también se han desarrollado técnicas de acuicultura de conservación desde 1995. Seis especies están establecidos en cautiverio en Rusia, desde 2015 algunos de ellos se expanden casi anualmente. También se cultiva comercialmente en Japón donde su periodo generacional es de 15 años.